# Mazeppa (film, 1914)
Pour plus de détails, voir Fiche technique et Distribution.
Mazeppa (en russe : Мазепа, Mazepa) est un film russe de Piotr Tchardynine sorti en 1914. Ce court métrage en noir et blanc est réalisé d'après le drame de Juliusz Słowacki (1840). 

## Fiche technique
- Titre original : Мазепа
- Titre français : Мазепа (Mazepa)
- Réalisation : Piotr Tchardynine et Edward Puchalski (pl)
- Production : Alexandre Khanjonkov
- Pays d'origine : Empire russe
- Genre : drame, film historique
- Langue : russe (intertitres)
- Format : Noir et blanc
- Date de sortie : 1914

## Distribution
- Ivan Mosjoukine : Ivan Mazepa
- Arseni Bibikov (ru) : Jean II Casimir Vasa
- Edward Puchalski (pl) : Voïvode
- Nadejda Nelskaïa : Amelia
- Nikolaï Nikolski : Zbigniew